# Championnats d'Asie de cyclisme sur route 2018
Navigation
Championnats d'Asie 2017 Championnats d'Asie 2019
Les Championnats d'Asie de cyclisme sur route 2018 ont lieu du 8 au 12 février 2018 à Naypyidaw à Birmanie. 
C'est la première année que la Birmanie organise les championnats.
En même temps que les 38e championnats d'Asie sur route élites, ont lieu les 25e championnats d'Asie sur piste juniors (moins de 19 ans) et les 7e championnats d'Asie sur piste paracyclistes.

## Résultats des championnats

### Épreuves masculines
| Hommes - Élites              |                                                                                               |                                                                                                   |                                                                                         |
| Course en ligne              | Yousif Mirza                                                                                  | Fumiyuki Beppu                                                                                    | Mehdi Sohrabi                                                                           |
| Contre-la-montre             | Cheung King-lok                                                                               | Choe Hyeong-min                                                                                   | Arvin Moazemi                                                                           |
| Contre-la-montre par équipes | Japon Yukiya Arashiro Fumiyuki Beppu Rei Onodera Masaki Yamamoto Shoi Matsuda Yusuke Hatanaka | Iran Arvin Moazemi Samad Poor Seiedi Behnam Ariyan Mahdi Sohrabi Mohammad Rajablou Esmail Chaichi | Hong Kong Leung Chun-wing Cheung King-lok Fung Ka-hoo Ko Siu-wai Ho Burr Mow Ching-ying |
| Hommes - Espoirs             |                                                                                               |                                                                                                   |                                                                                         |
| Course en ligne              | Masaki Yamamoto                                                                               | Mohammad Ganjkhanlou                                                                              | Jambaljamts Sainbayar                                                                   |
| Contre-la-montre             | Shi Hang                                                                                      | Fung Ka-hoo                                                                                       | Shoi Matsuda                                                                            |
| Hommes - Juniors             |                                                                                               |                                                                                                   |                                                                                         |
| Course en ligne              | Taisei Hino                                                                                   | Rex Luis Krog                                                                                     | Wachirawit Saenkhamwong                                                                 |
| Contre-la-montre             | Daniil Pronskiy                                                                               | Chu Tsun-wai                                                                                      | Huỳnh Minh Nghĩa                                                                        |

### Épreuves féminines
| Femmes - Élites  |                   |                 |                   |
| Course en ligne  | Nguyen Thi That   | Huang Ting-ying | Chang Yao         |
| Contre-la-montre | Lee Ju-mi         | Huang Ting-ying | Miyoko Karami     |
| Femmes - Juniors |                   |                 |                   |
| Course en ligne  | Vivien Chiu       | Anna Iwamoto    | Marina Kurnossova |
| Contre-la-montre | Marina Kurnossova | Yuno Ishigami   | Lee Sze-wing      |

## Tableau des médailles
| Rang  | Nation              | Or | Argent | Bronze | Total |
| ----- | ------------------- | -- | ------ | ------ | ----- |
| 1     | Japon               | 3  | 3      | 2      | 8     |
| 2     | Hong Kong           | 2  | 2      | 2      | 6     |
| 3     | Kazakhstan          | 2  | 0      | 1      | 3     |
| 4     | Viêt Nam            | 1  | 0      | 1      | 2     |
| 5     | Corée du Sud        | 1  | 1      | 0      | 2     |
| 6     | Chine               | 1  | 0      | 0      | 1     |
| 6     | Émirats arabes unis | 1  | 0      | 0      | 1     |
| 8     | Iran                | 0  | 2      | 2      | 4     |
| 9     | Taipei chinois      | 0  | 2      | 1      | 3     |
| 10    | Philippines         | 0  | 1      | 0      | 1     |
| 11    | Mongolie            | 0  | 0      | 1      | 1     |
| 11    | Thaïlande           | 0  | 0      | 1      | 1     |
| Total | Total               | 11 | 11     | 11     | 33    |